# Wilhelm Dieck
Wilhelm Dieck (* 12. Januar 1867 in Würzburg; † 28. Februar 1935 in Berlin) war ein deutscher Zahnmediziner, der sich vor allem um die Einführung der Röntgentechnik in die Zahnmedizin verdient gemacht hat.

## Lebenslauf
Wilhelm Dieck wurde am 12. Januar 1867 in Würzburg (nach einer anderen Quelle in der Nähe von Essen) geboren. Nach dem Abitur studierte er ab 1885 Zahnmedizin in Berlin. Hier legte er 1887 die Prüfung ab und arbeitete danach als wissenschaftlicher Mitarbeiter unter Friedrich Carl Ferdinand Busch und Willoughby D. Miller. 1896 promovierte er in Würzburg. 1907 wurde er als außerordentlicher Professor Leiter des Konservierenden Abteilung des Zahnärztlichen Institutes der Universität Berlin und damit Nachfolger von Miller. Von 1924 bis zu seinem Tode war er Geschäftsführender Direktor des Zahnärztlichen Institutes. 1929 wurde er Mitglied der „International Association For Dental Research“ (IADR). 1933 trat er der Einheitsfront der Zahnärzte bei, um sich dem nationalsozialistischen „Führerprinzip“ zu verpflichten, einem fundamentalen Prinzip des Faschismus der Zwischenkriegszeit und seiner Führerparteien.
Wilhelm Dieck starb 1935 im Alter von 68 Jahren in Berlin und wurde auf dem Waldfriedhof Dahlem beigesetzt. Das Grab ist nicht erhalten.

## Wissenschaftliche Bedeutung
Gemeinsam mit Otto Walkhoff betrieb Dieck die Integration der Röntgentechnik in die Zahnheilkunde. Die ihm oft zugeschriebene Halbwinkeltechnik hat er allerdings erst 1911 in seinem Lehrbuch veröffentlicht. Sie war zuvor bereits 1907 von dem damals in München arbeitenden polnischen Zahnmediziner Antoni Cieszyński beschrieben worden.
Eine große Rolle spielte Dieck bei der Rehabilitierung des Amalgams im Zuge der Amalgamkontroverse in den 1920er Jahren.

## Veröffentlichungen
- W. Dieck: Anatomie und Pathologie der Zähne und Kiefer im Röntgenbilde mit besonderer Berücksichtigung der Aufnahmetechnik. Lucas Gräfe & Sillem, Hamburg 1911.
- W. Dieck: Über den Stand der Frage: Quecksilberintoxikation durch Amalgamfüllungen. In: Dtsch. Mschr. Zahnhk., 45, 1927, S. 833–856.